# Microlandreva notabilis
Microlandreva notabilis är en insektsart som beskrevs av Lucien Chopard 1958. Microlandreva notabilis ingår i släktet Microlandreva och familjen syrsor. Inga underarter finns listade i Catalogue of Life.